# Fisktjärnarna (Hotagens socken, Jämtland, 710726-142961)
Fisktjärnarna är en sjö i Krokoms kommun i Jämtland och ingår i Indalsälvens huvudavrinningsområde. Sjön har en area på 0,045 kvadratkilometer och ligger 591,5 meter över havet.

## Delavrinningsområde
Fisktjärnarna ingår i det delavrinningsområde (710455-142824) som SMHI kallar för Inloppet i Öster-Hasslingen. Medelhöjden är 582 meter över havet och ytan är 31,6 kvadratkilometer. Räknas de 29 avrinningsområdena uppströms in blir den ackumulerade arean 158,78 kvadratkilometer. Hasslingsån (Fjällån) som avvattnar avrinningsområdet har biflödesordning 3, vilket innebär att vattnet flödar genom totalt 3 vattendrag innan det når havet efter 299 kilometer. Avrinningsområdet består mestadels av skog (87 procent) och sankmarker (10 procent). Avrinningsområdet har 0,71 kvadratkilometer vattenytor vilket ger det en sjöprocent på 2,3 procent.